# Adriano da Silva
Adriano da Silva, também apelidado como o Monstro de Passo Fundo, é um assassino em série e pedófilo brasileiro responsável pela morte de, ao menos, nove crianças no interior do Estado do Rio Grande do Sul, nos anos 2000.

## Biografia

### Infância e juventude
Em entrevista para a elaboração de seu laudo psicológico, Adriano da Silva contou que não foi um bom aluno na escola, estudando apenas até a 5a série. Aos 10 anos, começou a praticar Muay Thai e era conhecido na vizinhança por sua agressividade e crueldade com animais. Aos 12 anos, foi abusado sexualmente por um vizinho. Já aos 14 anos, seus pais se separaram, o que o abalou emocionalmente.
Aos 15 anos, afirma ter sentido seu primeiro impulso de matar, o que o levou a atacar um colega da mesma idade, contudo, sem matá-lo.

### Crimes
Antes de iniciar a sequência de ataques contra crianças no Rio Grande do Sul, Adriano já havia sido condenado a 27 anos de prisão por latrocínio e ocultação de cadáver de um taxista em União da Vitória, no Estado do Paraná, no ano de 2001. Após fugir do presídio, migrou para o norte do Rio Grande do Sul, vivendo como biscateiro.
Os crimes foram cometidos nas cidades de Passo Fundo, Sananduva, Soledade e Lagoa Vermelha, situadas no interior do Estado.
Entre agosto de 2002 e janeiro de 2004, Adriano da Silva teria feito 12 vítimas, todas do sexo masculino e com idades entre 8 e 14 anos. O criminoso contava então com cerca de 25 anos de idade.
O modus operandi de Adriano consistia em oferecer dinheiro para as crianças. Após levá-las a locais ermos, aplicava golpes marciais e cometia violência sexual, seguida de estrangulamento com fio de corda.

### Investigações e prisão
Mesmo após a ocorrência de vários crimes semelhantes contra crianças na mesma região, as investigações só avançaram em novembro de 2003, quando uma testemunha relatou ter visto uma das vítimas com um homem desconhecido, antes de desaparecer.
A Polícia identificou o paradeiro do suspeito, o próprio Adriano da Silva. Adriano apresentou então uma certidão de nascimento falsa, em nome de Gabriel Vicente da Silva. Visto que o suposto Gabriel não tinha antecedentes criminais ou qualquer mandado de prisão em aberto, foi liberado, mas foi fotografado antes de deixar a delegacia.
A busca por informações sobre Gabriel Vicente da Silva resultou na identificação de um homem com trabalho ativo no Estado do Paraná (o qual foi mais tarde identificado como seu irmão). A fotografia tirada na delegacia do Rio Grande do Sul foi reconhecida pelos policiais paranaenses. Estes apontaram, de maneira certeira, Adriano da Silva que estava foragido do sistema prisional.
Foram espalhados cartazes com a fotografia por várias cidades da região, além de divulgação na mídia. O criminoso foi preso após ser reconhecido em 06 de janeiro de 2004, já em fuga na divisa do Rio Grande do Sul com Santa Catarina. Sua última vítima foi morta três dias antes da prisão.
Foram realizadas reconstituições dos crimes, nos quais Adriano da Silva indicou com precisão a localização dos corpos das vítimas. Além disso, foram colhidas amostras de DNA de sêmen depositados nos corpos de duas vítimas, revelando similaridade com seu perfil genético.
Por ocasião de sua prisão, outros acusados detidos pelas mortes dos meninos foram liberados. Alguns, inclusive, afirmaram que confessaram a autoria dos crimes sob tortura policial.

### Julgamento
Adriano da Silva confessou doze assassinatos contra crianças, porém o Ministério Público o denunciou por nove casos. Não foram encontrados indícios de autoria quanto a três meninos desaparecidos na cidade de Soledade. Ele foi denunciado pelos crimes de homicídio, ocultação de cadáver, atentado violento ao pudor, estupro, falsa identidade e furto.
Durante a perícia psicológica, perguntado sobre a existência de remorso, Adriano da Silva respondeu:
"Como assim, senhor? Eu apenas senti remorso pelo primeiro guri que matei, já matei doze, eu não ficava satisfeito com a morte, tinha que fazer mais. Cheguei a pensar em cortar em pedaços."
Todos os julgamentos foram realizados num intervalo de cinco anos, com júri popular, resultando em uma pena de 264 anos de prisão em regime fechado. Hoje, o acusado está preso na Penitenciária de Alta Segurança de Charqueadas (PASC).

## Vítimas confirmadas
- Éderson Leite, 12 anos: morto em 16 de agosto de 2002;
- Douglas Oliveira Hass, 10 anos: morto em abril de 2003;
- Alessandro Silveira, 13 anos: morto em setembro de 2003;
- Volnei Siqueira dos Santos, 12 anos: morto em 9 de julho de 2003;
- Junior Reis Loureiro, 10 anos: morto em setembro de 2003;
- Jéferson Borges Silveira, 11 anos: morto em setembro de 2003;
- Leandro Dornellles dos Santos, 8 anos: morto em outubro de 2003;
- Luciano Rodrigues, 9 anos: morto em novembro de 2003;
- Daniel Bernardi Lourenço, 14 anos: morto em 02 de janeiro de 2004.[4]